# Stazione di Varsavia Centrale
La stazione di Varsavia Centrale (in polacco Warszawa Centralna e conosciuta ufficialmente in polacco dal 2019 come Dworzec Centralny im. Stanisława Moniuszki), è la principale stazione ferroviaria di Varsavia, capitale della Polonia. Completata nel 1975, la stazione si trova sulla linea interurbana di Varsavia e dispone di quattro piattaforme sotterranee a isola con otto binari in totale. È servita da treni nazionali e internazionali a lunga percorrenza di PKP Intercity e Polregio, nonché da alcuni treni regionali gestiti da Koleje Mazowieckie. Adiacente al lato nord dell'edificio si trova una stazione degli autobus che funge da snodo centrale per le linee notturne di autobus e il centro commerciale Złote Tarasy.

## Storia
La stazione centrale di Varsavia è stata costruita come progetto di punta della Repubblica Popolare Polacca durante il boom economico degli anni '70 e doveva sostituire l'inadeguata e obsoleta stazione ferroviaria di Warszawa Główna.
Il progetto della stazione era innovativo, ma la sua costruzione è stata afflitta da continue modifiche all'entità dei lavori, che a loro volta poi ne hanno compromesso la funzionalità e l'operatività al termine dei lavori. Questi problemi sono stati in parte il risultato di un programma di completamento affrettato, con la data di apertura fissata in coincidenza con la visita di Leonid Brezhnev a Varsavia nel 1975. I problemi di progettazione e costruzione resero necessarie immediate riparazioni che si protrassero per tutti gli anni Ottanta. Nonostante le carenze, la struttura era piuttosto avanzata per l'epoca e incorporava caratteristiche quali porte automatiche, scale mobili e ascensori per ogni piattaforma. Inoltre, ogni piattaforma era dotata di bagni, telefoni pubblici e sale d'attesa con televisori e un sistema di riscaldamento centralizzato. C'era anche una fontana di marmo.
Dopo un periodo di declino, nel 2010-2011 la stazione è stata sottoposta a una ristrutturazione estetica, completata in tempo per la competizione di Euro 2012. Tra il 2015 e il 2016 è stato costruito un mezzanino che collega la sala d'attesa dell'ala ovest ai ristoranti dell'ala est. Quest'ultimo intervento è stato sia lodato per aver migliorato l'utilizzo dello spazio nella sala principale, sia criticato per il suo design futuristico, che si scontra con l'architettura modernista dell'edificio. Il governo di Varsavia sta valutando la possibilità di demolire e sostituire la stazione, nello stesso luogo o più lontano dal centro della città. Alcuni elementi della stampa di Varsavia (ad esempio Gazeta Wyborcza e Architektura Murator), così come l'architetto e giornalista svizzero Werner Huber, si sono schierati contro la demolizione, sostenendo che l'attuale stazione è un grande esempio e un capolavoro del modernismo presente in Polonia.

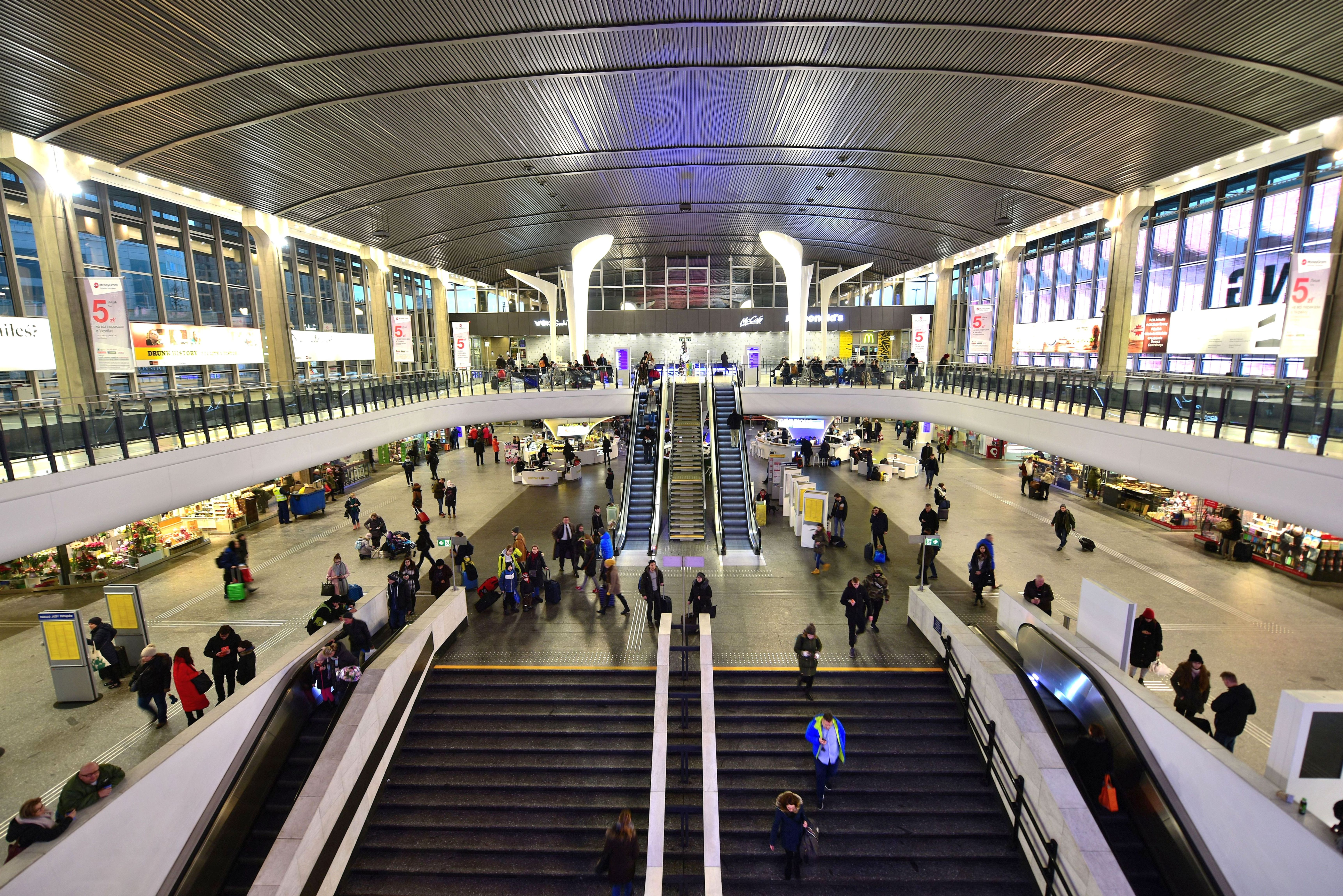
Vista della sala principale, il futuristico mezzanino è stato aggiunto tra il 2015 e il 2016.

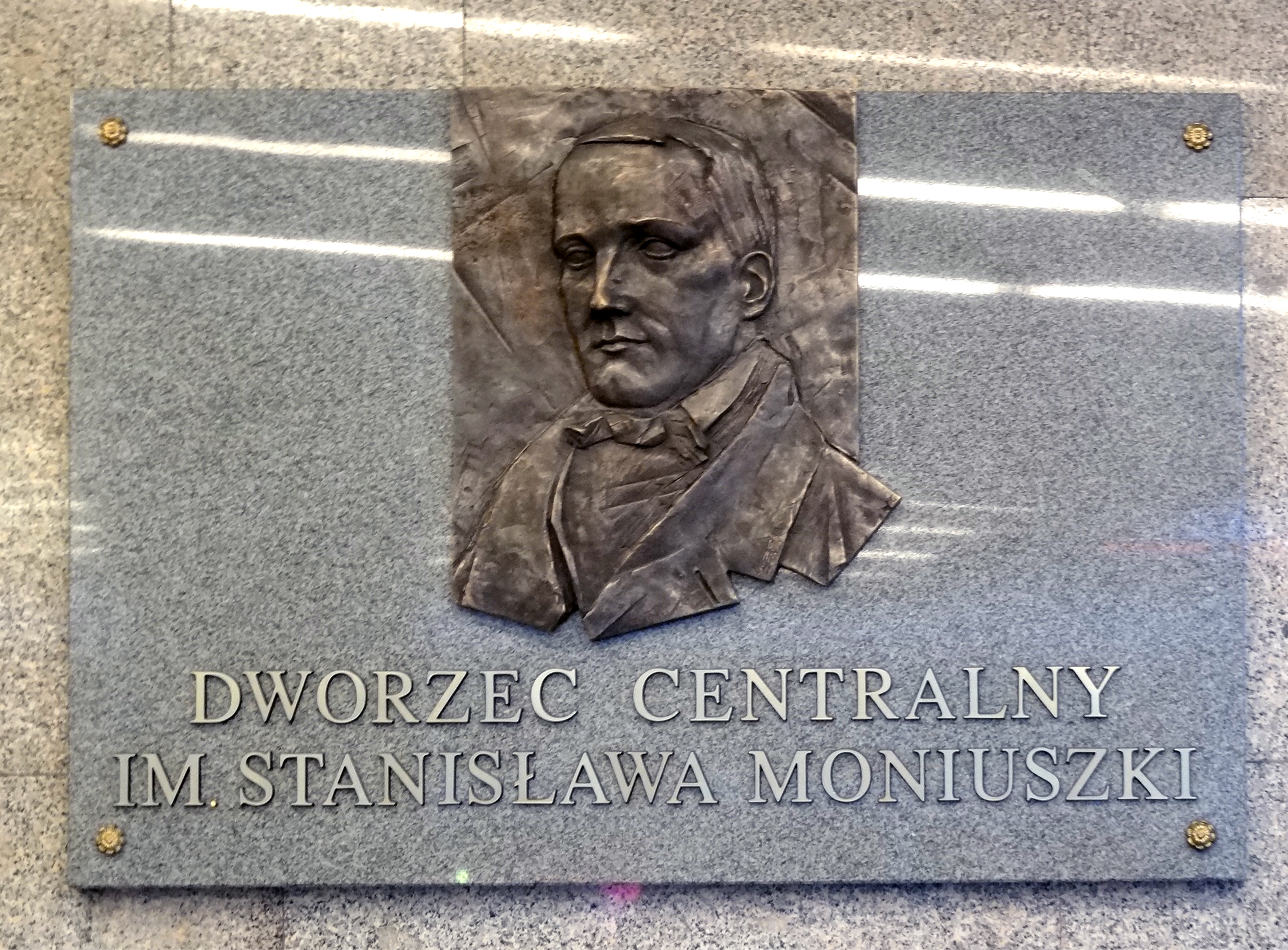
Targa in granito dedicata a Stanisław Moniuszko, a cui è attualmente intitolata la stazione

La stazione è completamente accessibile a disabili e a passeggeri con bagagli pesanti e include una connessione WIFI libera.
Nel gennaio 2019, il nome del compositore polacco Stanisław Moniuszko è stato aggiunto alla stazione di Warszawa Centralna, per celebrare il 200° anniversario della sua nascita.